# Missionnaires clarisses du Saint Sacrement
Ne doit pas être confondu avec Clarisses franciscaines missionnaires du Saint Sacrement.
Les Missionnaires clarisses du Saint Sacrement (en latin : Congregationum Missionariarum Clarissarum a SS.mo Sacramento) sont une congrégation religieuse féminine enseignante et contemplative de droit pontifical.

## Historique
La congrégation provient de la communauté missionnaire fondée à Cuernavaca en 1945 par María Inés Teresa Arias Espinosa (1904-1981), religieuse clarisse sacramentine. Le 22 juin 1951, le Saint-Siège autorise la communauté de Cuernavaca de se séparer des clarisses sacramentines pour créer une congrégation dédiée à l'apostolat actif, les constitutions religieuses des missionnaires clarisses obtiennent l'approbation papale le 5 mai 1953.

## Activités et diffusion
Les sœurs se consacrent à diverses formes d'apostolat (éducation, catéchèse, assistance aux malades, missions) et à l'adoration du Saint-Sacrement en esprit de réparation.
Elles sont présentes en : 
- Amérique : Argentine, Costa Rica, États-Unis, Mexique.
- Asie : Corée du Sud, Inde, Indonésie, Japon.
- Afrique : Nigéria, Sierra Leone.
- Europe : Irlande, Italie, Russie.

La maison généralice est à Rome.
En 2017, la congrégation comptait 650 religieuses dans 66 maisons.